# Nemia elongata
Nemia elongata är en insektsart som beskrevs av Bo Tjeder 1967. Nemia elongata ingår i släktet Nemia och familjen Nemopteridae. Inga underarter finns listade i Catalogue of Life.